# 8 (filme)
8 é um filme francês de 2008, dirigido por vários cineastas de diferentes países — Wim Wenders, Abderrahmane Sissako, Mira Nair, Gael García Bernal, Jane Campion, Jan Kounen, Gaspar Noé e Gustave Van Sant, sobre os oito objetivos do milênio.
O filme 8 começa mostrando uma cronologia da história mundial. Logo após vários cineastas abordam 8 filmes de curta-metragem sobre a mortalidade infantil, o estilo de vida das pessoas, a AIDS, a educação na África, os direitos das mulheres, melhor atendimento a mulheres grávidas entre outros temas abordados, dirigidos por vários cineastas de várias partes do mundo.

## Origem
A origem objetia do filme é bem clara, chamar 8 cineastas renomados, para fazer oito filmes sobre os oito objetivos da ONU.

## Sinopse

### O Sonho de Tyia
- Direção:: Abderrahmane Sissako
- Tema: Pobreza extrema

Etiópia. Tyia é uma garota de oito anos, que tem seu pai doente que mora no campo, Tyia faz pequenos trabalhos por ele, como costurar roupas. Ela sempre chega atrasada ao colégio, pois para ir até ele tem uma longa jornada, passando por florestas. Seu professor estava ensinando sobre as oito metas do milênio, e ele pergunta a Tyia a primeira meta ("acabar com a fome e miséria"), ela fala em tom baixo, o professor a manda falar mais alto e pergunta a ela porque não fala mais alto, ela responde que não acreditava no que falava ao ver alguns meninos lá fora em um batalhão jogando futebol com uma melancia, devido a miséria, depois de ter atirado uma fruta para um de seus amigos.

### A Carta
- Direção: Gael García Bernal
- Tema: Educação

Islândia. Um homem de meia-idade é pai, e ele recebe uma carta de seu filho, que o aprendizado dele é muito precário, sendo que vai até uma feira de exposições no colégio de seu filho e pede uma amostra de uma sopa do Nepal que custaria muito dinheiro, sendo que no final ele diz que apenas quer que seu filho, quando tiver um, brinque e aproveite sua infância. O filme é narrado por seu pai lendo a carta.

### AIDS / SIDA
- Direção: Gaspar Noé
- Tema: Doenças

Burkina Faso. Relatos de um homem portador do vírus HIV-1 que tem quatro filhas e uma esposa falecida, que conta sua trajetória, que trabalhava em obras e seguidamente tinha contanto com sangue e tinha relações sexuais com mulheres de bares que sabiam que estavam contaminadas e estavam em tratamento e não aparentavam ser portadoras do vírus e ele se contamina com o vírus, sendo que não sente os problemas da AIDS que tinha no fígado e em outros órgãos. Segundo ele, se ele não tivesse apelado a Deus, não estaria vivo.

### Como é Possível?
- Direção: Mira Nair
- Tema: Direitos da mulher

Estados Unidos. Baseado numa história real de uma mulher jovem que pede divórcio a seu marido, ele não quer se divorciar dela a qualquer custo, mesmo que ela o traia. Mas ela, não gosta mais de seu marido, e quer ser a segunda esposa de seu amado, largando seu filho (segundo o Islã, os filhos ficam com o pai), e deixa um poema num cd para ele, que ele escuta enquanto joga videogame.

### O Diário da Água
- Direção: Jane Campion
- Tema: Meio Ambiente

Oceania. Em uma seca horrível, vive uma menina que adora cavalos, e tem dois que cuida como se fossem seus filhos, Poppy e Snow, porém, devido a seca eles morrem e a garota não sabe disso, por isso ela acha que eles foram para uma fazenda onde terias bastante pasto a eles. Os moradores se organizam para discutir a mortandade de animais e a água. A dona de um restaurante teve um sonho: que quando uma garota tocasse em cima de uma colina uma música em seu violino e chamaria todas as nuvens vindos da costa e choveria. A dona do restaurante conversa com sua mãe, eles organizam tudo e pedem a todas as crianças do local para que numa tarde, eles levem lágrimas em um pote e tomem elas e ofereçam a Deus, quando isso acontece, o céu escurece.

### Mortalidade Infantil
- Direção: Gus Van Sant
- Tema: Mortalidade Infantil

Documentário sobre a mortalidade infantil no mundo, e como evitá-la.

### A História de Panshin Beka
- Direção: Jan Kounen
- Tema: Saúde Materna

Na Amazônia Peruana, na aldeia de Isa Sina, indígenas contam a história de Panshin Beka, uma indígena que depois de um sonho, quase tem seu bebê, por falta de um médico, morreu durante o parto de sua criança, que também não sobrevive.

### De Pessoa a Pessoa
- Direção: Wim Wenders
- Tema: Parceria Global

Pessoas que trabalham no meio da comunicação, manipulam entrevistas e notícias como querem. Mas quando eles saem, impressionantemente as pessoas que eles haviam manipulado durante as exibições de suas entrevistas saem dos computadores e das TVs, e contam suas reais histórias, observando a cidade de Berlim, e fazem um vídeo de parceria global, que é aprovado pelas pessoas que trabalha no meio. 

## Elencos

### O Sonho de Tyia
- Nigist Anteneh… … Tiya
- Tefera Gizaw… … Pai de Tyia
- Fekadu Kebede… … Professor

### A Carta
- Ingvar Eggert Sigurðsson … … Pai
- Hringur Ingvarsson …Filho

### AIDS
- Dieudonne Ilboudo … Ele mesmo

### Como é Possível?
- Ranvir Shorey… … Arif
- Konkona Sen Sharma… … Zeinab
- Birsa Chatterjee … … Filho

### O Diário da Água
- Alice Englert … Ziggy
- Tintin Marova Kelly… … Sam
- Isidore Tillers … … Felicity Miles
- Harry Greenwood Harry Greenwood … … Simon
- Geneviève Lemon Geneviève Lemon … … Pam Garner
- Miranda Jakich… Mrs. Miles
- Justine Clarke … Mãe
- Russell Dykstra … Pai
- Ian Abdulla … Homem da Reunião
- Di Adams … Homem da reunião
- Chris Haywood … Homem na reunião
- Clayton Jacobson … Homem

### Mortalidade Infantil
- ? - Menino skatista

### Panshin Beka
- Loydi Hucshva Haynas … Panshin Beka
- Olivia Aravelo Lomos … Avó
- Denis Rafael Barbaran … Marido
- Auristela Brito Valles … Amiga de Panshin Beka

### Pessoa a pessoa
- Pendo Duku … Ele mesmo
- Tsehaie Kidane … Tsehaie Abraham Kidane
- Megan Gay … Ronda
- Bhasker Patel
- Robert Seeliger
- Ian T. Dickinson … Frank
- Tomas Spencer … Seymour
- Gerhard Gutberlet
- Aminata M. Kalokoh
- Mena Z. Kalokoh
- Augusto Aguilera
- Aba Arthur … Homem Africano
- Bob Geldof
- Melissa Butts
- Youssou N'Dour
- Campino
- Lavetta Cannon
- Luis Fernandez-Gil … Homem da Guatemala
- Herbert Grönemeyer
- Yolanda Hester … Mulher africana
- Michael Lehr
- Angela Malhotra … Mulher indiana
- Marta McGonagle … Mulher da Costa Rica
- Vanessa Paul
- Shaifali Ratti … Mulher indiana
- K. Harrison Sweeney
- Charlie Charles
- Rodney Charles
- Constance Ejuma
- Susanne Herrmann
- Grace Matias … Lawyer
- Pendo Nyinondi … Pendo
- Jessica Shelby
- Jennifer Popagain … Mulher do Panamá
- Bono Vox … Ele mesmo